# 迪氏櫛鱗鰨
迪氏櫛鱗鰨為輻鰭魚綱鰈形目鰨亞目鰨科的其中一種，為熱帶海水魚，分布於西印度洋，從肯亞至英屬印度洋領地，南至南非納塔爾海域，棲息深度0-35公尺，體長可達10.4公分，棲息在水質清澈的珊瑚礁區，生活習性不明。